# Everybody Oughta Make a Change
Everybody Oughta Make a Change ist ein Blues-Titel, der von dem US-amerikanischen Blues-Musiker Sleepy John Estes geschrieben und aufgenommen wurde. Er veröffentlichte den Titel als B-Seite zu seiner Single Don’t You Lie to Me für Bluebird Records im Jahr 1938. Die Verlagsrechte liegen bei der Universal Music Group. Seine Version erschien auf 20 Alben.

## Coverversionen
Im Jahr 1963 coverte Geoff Muldaur den Titel. Taj Mahal nahm den Song unter der Bezeichnung „Everybody’s Got to Change Sometime“ im Jahr 1968 auf. Der britische Rockmusiker Eric Clapton interpretierte den Song im Jahr 1983 für sein Studioalbum Money and Cigarettes unter Reprise und Warner Bros. Records. Im selben Jahr veröffentlichte er seiner Version als Single zusammen mit der B-Seite Man in Love. Die Aufnahme wurde von Tom Dowd produziert.